# Lijst van Tweede Kamerleden voor de Vrijzinnig-democratische Kamerclub
Een overzicht van alle voormalige Tweede Kamerleden voor de Vrijzinnig-democratische Kamerclub.
| Tweede Kamerlid           | Begindatum        | Einddatum        |
| ------------------------- | ----------------- | ---------------- |
| H.L. Drucker              | 21 september 1897 | 17 maart 1901    |
| E. Fokker                 | 21 september 1897 | 17 maart 1901    |
| J.A. van Gilse            | 16 november 1897  | 17 maart 1901    |
| H. Goeman Borgesius       | 21 september 1897 | 17 maart 1901    |
| A.F.K. Hartogh            | 21 september 1897 | 12 februari 1901 |
| B.H. Heldt                | 21 september 1897 | 17 maart 1901    |
| W.M. Houwing              | 21 september 1897 | 17 maart 1901    |
| A. Kerdijk                | 21 september 1897 | 17 maart 1901    |
| D. de Klerk               | 21 september 1897 | 17 maart 1901    |
| A. Knijff Hzn.            | 21 september 1897 | 17 maart 1901    |
| C. Lely                   | 21 september 1897 | 17 maart 1901    |
| F. Lieftinck              | 21 september 1897 | 17 maart 1901    |
| H.P. Marchant             | 8 juni 1900       | 17 maart 1901    |
| J.M. Pijnacker Hordijk    | 21 september 1897 | 17 maart 1901    |
| E.E. van Raalte           | 21 september 1897 | 17 maart 1901    |
| P. Rink                   | 21 september 1897 | 17 maart 1901    |
| P.H. Roessingh            | 21 september 1897 | 17 maart 1901    |
| E. Schaafsma              | 21 september 1897 | 17 maart 1901    |
| J. Schepel                | 21 september 1897 | 17 maart 1901    |
| H. Smeenge                | 21 september 1897 | 17 maart 1901    |
| E.A. Smidt                | 21 september 1897 | 16 februari 1899 |
| J.P.R. Tak van Poortvliet | 21 september 1897 | 23 januari 1901  |
| J.D. Veegens              | 24 september 1897 | 17 maart 1901    |